# Aix-en-Diois
Aix-en-Diois – miejscowość i dawna gmina we Francji, w regionie Owernia-Rodan-Alpy, w departamencie Drôme. W 2013 roku jej populacja wynosiła 370 mieszkańców. 
W dniu 1 stycznia 2016 roku z połączenia dwóch ówczesnych gmin – Aix-en-Diois oraz Molières-Glandaz – utworzono nową gminę Solaure en Diois. Siedzibą gminy została miejscowość Aix-en-Diois. 